# Etiópia nemzeti parkjainak listája
Etiópia nemzeti parkjainak listája:
| név                                 | régió         | alapítva | terület  | kép | koordináták                                                                                           | megjegyzés                     |
| ----------------------------------- | ------------- | -------- | -------- | --- | --- | ------------------------------ |
| Awash Nemzeti Park                  | Oromia, Afar  | 1958     | 756 km2  |     | é. sz. 9° 04′ 42″, k. h. 39° 59′ 36″9.078332°N 39.993255°EAwash national Park                         |                                |
| Simien Nemzeti Park                 | Amhara        | 1959     | 412 km2  |     | é. sz. 13° 18′ 23″, k. h. 38° 15′ 51″13.306512°N 38.264118°ESimien Mountains national Park            | UNESCO természeti világörökség |
| Alatish Nemzeti Park                | Amhara        | 2006     | 2666 km2 |     | é. sz. 12° 06′ 32″, k. h. 35° 33′ 13″12.108911°N 35.553571°EAlatish national Park                     |                                |
| Bahir Dar Kék-Nílus Millennium Park | Amhara        | 2008     | 4728 km2 |     | é. sz. 11° 29′ 27″, k. h. 37° 35′ 16″11.490770°N 37.587640°EBahir Dar Blue Nile River Millennium Park |                                |
| Borena Saynt Nemzeti Park           | Amhara        | 2001     | 4325 km2 |     | é. sz. 10° 50′ 60″, k. h. 38° 46′ 00″10.849958°N 38.766667°EBorena Saynt national Park                |                                |
| Bale-hegység Nemzeti Park           | Oromia        | 1962     | 2200 km2 |     | é. sz. 6° 53′ 09″, k. h. 39° 44′ 05″6.885713°N 39.734817°EBale Mountains national Park                |                                |
| Abijata Shalla Nemzeti Park         | Oromia        | 1963     | 887 km2  |     | é. sz. 7° 31′ 46″, k. h. 38° 31′ 07″7.529554°N 38.518681°EAbijata Lakes national Park                 |                                |
| Omo Nemzeti Park                    | Déli nemzetek | 1959     | 3566 km2 |     | é. sz. 5° 49′ 19″, k. h. 35° 49′ 24″5.821954°N 35.823469°EOmo national Park                           |                                |
| Necsiszar Nemzeti Park              | Déli nemzetek | 1966     | 514 km2  |     | é. sz. 5° 56′ 01″, k. h. 37° 40′ 53″5.933518°N 37.681282°ENech Sar national Park                      |                                |
| Mago Nemzeti Park                   | Déli nemzetek | 1974     | 1942 km2 |     | é. sz. 5° 31′ 08″, k. h. 36° 20′ 38″5.518792°N 36.343935°EMago national Park                          |                                |
| Csebera Csurcsura Nemzeti Park      | Déli nemzetek | 1997     | 1190 km2 |     | é. sz. 6° 53′ 14″, k. h. 36° 38′ 11″6.887221°N 36.636336°EChebera Churchura national Park             |                                |
| Maze Nemzeti Park                   | Déli nemzetek | 1997     | 202 km2  |     | é. sz. 6° 26′ 29″, k. h. 37° 11′ 19″6.441527°N 37.188633°EMaze national Park                          |                                |
| Yangudi-Rassa Nemzeti Park          | Afar          | 1969     | 4731 km2 |     | é. sz. 10° 32′ 16″, k. h. 40° 52′ 40″10.537726°N 40.877762°EYangudi Rassa national Park               |                                |
| Gambela Nemzeti Park                | Gambela       | 1966     | 5061 km2 |     | é. sz. 8° 00′ 17″, k. h. 34° 03′ 51″8.004614°N 34.064153°EGambela national Park                       |                                |
| Geraille Nemzeti Park               | Szomália      | 1998     | 3558 km2 |     | é. sz. 4° 21′ 56″, k. h. 40° 57′ 44″4.365541°N 40.962177°EGeraille national Park                      |                                |
| Dati Wolel Nemzeti Park             | Oromia        | 1998     | 431 km2  |     | |                                |
| Yabello Nemzeti Park                | Oromia        | 1978     | 2500 km2 |     | é. sz. 4° 55′ 00″, k. h. 38° 25′ 00″4.916667°N 38.416667°EYabello national Park                       |                                |
| Gibe Sheleko Nemzeti Park           | Déli nemzetek | 2001     | 248 km2  |     | |                                |
| Loka Abaya Nemzeti Park             | Déli nemzetek | 2001     | 500 km2  |     | |                                |
| Kafta Siraro Nemzeti Park           | Tigré         | 1999     | 5000 km2 |     | é. sz. 13° 33′ 00″, k. h. 38° 00′ 00″13.550000°N 38.000000°EKafeto Shiraro national Park              |                                |

## Fordítás
- Ez a szócikk részben vagy egészben  a   List of national parks of Ethiopia című angol Wikipédia-szócikk fordításán alapul.  Az eredeti cikk szerkesztőit annak laptörténete sorolja fel. Ez a jelzés csupán a megfogalmazás eredetét és a szerzői jogokat jelzi, nem szolgál a cikkben szereplő információk forrásmegjelöléseként.